# Carlo Palomba
Alfonso Carlo Palomba (Benevento, 18 febbraio 1830 – 29 agosto 1905) è stato un avvocato e politico italiano.

## Biografia
Nato a Benevento, allora parte dello Stato Pontificio da Tommaso e da Flavia Mora.
Esercitò l'avvocatura. Diversi dei suoi interventi in tribunale sono stati pubblicati. Nel marzo 1881 si è candidato alle elezioni suppletive per la camera dei deputati nel collegio di Pescina. Non ottenne la carica, ma l'elezione fu annullata il 4 maggio 1881 per una serie di irregolarità. Alla successiva elezione suppletiva, del 22 maggio, risultò eletto direttamente al primo turno. 
Prese attivamente parte alla vita amministrativa della città di Roma come consigliere comunale
Nel 1889 fu eletto consigliere alle elezioni di ottobre con 14445 preferenze e il 23 novembre fu eletto assessore.
L'anno successivo fu nuovamente eletto al risultando 9° per preferenze ricevute.
A seguito delle dimissioni del sindaco Prospero Colonna, tenne la carica di Assessore facente funzioni di Sindaco di Roma, dall'ottobre al dicembre del 1904.